# Kaavi nina
Kaavi nina är en udde i Estland.   Den ligger i landskapet Saaremaa (Ösel), i den sydvästra delen av landet, 220 km sydväst om huvudstaden Tallinn.
Terrängen inåt land är platt. Havet är nära Kaavi nina åt sydost.  Närmaste större samhälle är Läätsa, 18,9 km norr om Kaavi nina.